# 1U
1U – przemysłowy parowóz bezogniowy produkowany przez Fablok w Chrzanowie oraz ZNTK Wrocław dla kolei przemysłowych.

## Eksploatacja
Lokomotywa została zaprojektowana przez Centralne Biuro Konstrukcyjne Przemysłu Taboru Kolejowego w latach 1953–1954. 36 parowozów zostało wyprodukowanych przez zakłady w Chrzanowie. Z powodu przestawienia działalności zakładów w Chrzanowie na produkcję lokomotyw spalinowych, dalsze siedem parowozów zostało wyprodukowanych przez Zakłady Naprawcze Taboru Kolejowego we Wrocławiu. Ostatni parowóz bezogniowy wyprodukowany we Wrocławiu był ostatnim parowozem zbudowanym w Polsce. Parowóz został sprzedany koksowni w Zabrzu, gdzie w 1970 roku został wycofany z eksploatacji; nie został zachowany. Parowozy bezogniowe oznakowano jako TKbb. Parowozy bezogniowe eksploatowano na bocznicach zakładów przemysłowych do końca XX wieku.

## Konstrukcja
Dwuosiowe podwozie parowozu zapewniało kursowanie po bocznicach zakładowych o promieniu 60 metrów. Cylindry parowe zostały zlokalizowane pod budką maszynisty, wyposażone były w suwaki Trofimowa. W parowozie zamontowano zasobnik wyprodukowany przez Sosnowieckie Zakłady Budowy Kotłów. Zasobnik parowozu został wykonany z blach grubości 20 milimetrów jako całkowicie spawany walczak złożony z dwóch części o średnicy 1760 mm. Walczak parowozu miał podwójną izolację z waty żużlowej oraz izolowanej przestrzeni powietrznej. Budka parowozu bezpaleniskowego była wykonana jako zamknięta. Napełnianie zasobnika lokomotywy parą ze stacjonarnego zbiornika trwało około 30 minut, pozwalając na maksymalnie sześciogodzinne eksploatowanie parowozu. Pierwotnie parowozy nie miały oświetlenia, później kilka lokomotyw zostało przez użytkowników wyposażonych w turbogeneratory oraz reflektory elektryczne.

## Zachowane parowozy
Cztery parowozy bezpaleniskowe zachowały się do teraz.
Dwa parowozy dawniej eksploatowane przez Mazurskie Zakłady Roszarnicze w Szczytnie po zakończeniu eksploatacji zostały na terenie zakładu jako pomniki. Później zostały eksponatami Muzeum Komunikacji w Warszawie.
Nieznany jest stan parowozu bezpaleniskowego eksploatowanego w Hucie Szczecin oznakowanego jako TKbb nr 1, wyprodukowanego w 1956 roku z numerem fabrycznym 4701. Parowóz był pomnikiem w parowozowni Szczecin, jednak został wywieziony lub zezłomowany.
W Jaworzynie Śląskiej został zachowany TKb/b 14813 wyprodukowany w 1956 roku z numerem fabrycznym 4698. Dawniej był pomnikiem na terenie dawnej gazowni we Wrocławiu, gdzie służył do 2000 roku. Drugi parowóz bezogniowy gazowni, z oznakowaniem 1W-204, został wyprodukowany w ZNTK Wrocław w 1963 roku z numerem fabrycznym 03. Został zezłomowany w 2000 roku.